# 2-Metil-MDA
2-Metil-3,4-metilenodioxianfetamina (2-Metil-MDA) é uma droga empatógena da classe das anfetaminas. Ela atua como um agente liberador seletivo de serotonina (SSRA), com valores de concentração inibitória média (IC50) de 93 nM, 12.000 nM e 1.937 nM para, respectivamente, serotonina, dopamina e noradrenalina (quanto menor o valor, maior a potência e afinidade para agir sobre o alvo). 2-Metil-MDA é mais potente que a metilenodioxianfetamina (MDA) e 5-Metil-MDA [en]. No entanto, em comparação com o 5-Metil-MDA, 2-Metil-MDA é uma droga mais seletiva para a liberação de serotonina que para dopamina e noradrenalina.